# Храм Святой Софии (Трабзон)
Софи́йский собо́р (Собор Святой Софии, греч. Αγία Σοφία) — бывший кафедральный собор Трапезундской митрополии Константинопольской православной церкви, с 2013 года — мечеть.
Выдающийся памятник поздневизантийского зодчества, крупнейший храм Трапезундской империи, известный своими фресками XIII века.

## История
Собор был построен в 1238—1263 годах Мануилом I. В 1461 году Мехмед II захватил Трапезунд и превратил собор в мечеть. Во время Первой мировой войны, когда город был занят русскими войсками, в соборе размещались военный госпиталь и склад. Далее он снова использовался как мечеть. В 1964 году, после проведённой в 1958—1964 годах Эдинбургским университетом реставрации, собор стал музеем.
В июле 2012 года вице-премьер правительства Турции Бюлент Арынч заявил о намерении правительства разрешить передачу собора мусульманской общине для обращения в мечеть. В апреле 2013 года собор был снова превращён в мечеть.